# Chlorure de lauroyle
Le chlorure de lauroyle est un composé organique de formule CH3(CH2)10COCl. C'est le chlorure d'acyle de l'acide laurique.

## Réactions
Le chlorure de lauroyle est un réactif commun pour réaliser l'insertion d'un groupe lauroyle. Ainsi c'est un précurseur du peroxyde de dilauroyle, un composé largement utilisé en tant que catalyseur dans les polymérisations radicalaires. 
En présence d'une base, il se transforme en laurone, une cétone de formule [CH3(CH2)10]2CO. 
Il réagit également avec l'azoture de sodium pour donner l'isocyanate d'undécyle via un réarrangement de Curtius de l'azoture d'acyle.